# Garry's Mod
Garry's Mod é um jogo sandbox de 2006 desenvolvido pela Facepunch Studios e publicado pela Valve. O modo de jogo básico do Garry's Mod não tem objetivos definidos e fornece ao jogador um mundo no qual pode manipular objetos livremente. Outros modos de jogo, notadamente Trouble in Terrorist Town e Prop Hunt, são criados por outros desenvolvedores como mods e são instalados separadamente, por meios como o Steam Workshop. Garry's Mod foi criado por Garry Newman como um mod para o motor de jogo Source da Valve e lançado em dezembro de 2004, antes de ser expandido para uma versão independente publicada pela Valve em novembro de 2006. As portas da versão original do Windows para Mac OS X e Linux foram lançadas em setembro de 2010 e junho de 2013, respectivamente. Em setembro de 2021, Garry's Mod vendeu mais de 20 milhões de cópias. Um sucessor, Sandbox, está em desenvolvimento desde 2015.

## Jogabilidade
Garry's Mod é um jogo sandbox baseado em física que, em seu modo de jogo básico, não tem objetivos definidos. O jogador é capaz de gerar personagens não-jogadores, ragdolls e adereços, e interagir com eles por vários meios. Usando a "arma de física", ragdolls e adereços podem ser pegos, girados e congelados no lugar.  Os membros individuais dos bonecos de pano também podem ser manipulados.  A "arma de ferramentas" é um item multifuncional para tarefas como soldar e unir adereços e alterar as expressões faciais dos ragdolls. 

## Conteúdo criado por usuários
Garry's Mod inclui a funcionalidade de modificar o jogo desenvolvendo scripts escritos na linguagem de programação Lua.  Mods notáveis (conhecidos como "addons") incluem Spacebuild, Wiremod, Elevator: Source, DarkRP, Prop Hunt e Trouble in Terrorist Town.  Servidores especializados, conhecidos como servidores Fretta, alternam entre modos de jogo personalizados a cada quinze minutos.  A versão 12 do Mod de Garry introduziu a seção "Toybox", por meio da qual o jogador pode navegar e instalar mods criados pelo usuário. Isso foi substituído pelo suporte para Steam Workshop na versão 13. 

### Concurso Fretta eTrouble in Terrorist Town
No final de 2009, Facepunch lançou o "Fretta Contest", uma competição na qual as pessoas deveriam desenvolver modos de jogo de Garry's Mod usando a estrutura de programação proprietária Fretta, com o modo de jogo vencedor a ser adicionado ao jogo base.  O vencedor deste concurso foi Trouble in Terrorist Town (TTT), que foi adicionado ao jogo em julho de 2010, juntamente com outro modo, Dogfight: Arcade Assault.   O TTT distribui os jogadores em três grupos: Traidores, Detetives e Inocentes, semelhante ao jogo Máfia. Os detetives são conhecidos por todos os jogadores, enquanto os traidores são conhecidos apenas por outros traidores e aparecem como inocentes. Enquanto os Traidores tentam eliminar todos os outros jogadores, os Inocentes e os Detetives precisam cooperar para identificar e eliminar todos os Traidores. Para fazer isso, os detetives recebem equipamentos especiais, como scanners de DNA que podem rastrear o assassino de um jogador morto. 

### Prop Hunt
O modo de jogo Prop Hunt foi criado por Andrew "AMT" Theis e popularizado através do Garry's Mod.  Em Prop Hunt, os jogadores de uma equipe são disfarçados como adereços e se escondem no mapa do jogo enquanto a outra equipe os procura.  Modos de jogo baseados em Prop Hunt foram posteriormente incluídos em jogos como Call of Duty: Modern Warfare Remastered , Call of Duty: Black Ops III , Fortnite Battle Royale , e Genshin Impact.  Os jogadores o recriaram em outros, como Rocket League e Fortnite Creative. 

### GMod Tower
Em julho de 2009, quatro desenvolvedores trabalhando sob o nome "PixelTail Games" abriram um servidor Garry's Mod chamado GMod Tower. GMod Tower era uma rede de servidores projetada como uma plataforma de mídia social para os usuários jogarem minijogos com amigos e socializarem em uma área central. Poucas horas após a abertura do servidor, o site do GMod Tower atingiu dois milhões de visualizações. GMod Tower foi fechada temporariamente entre janeiro e abril de 2012.  PixelTail Games posteriormente expandiu GMod Tower para Tower Unite, um jogo independente que substituiu GMod Tower após seu lançamento de acesso antecipado em abril de 2016.

### Machinima
Garry's Mod foi usado como base para machinima. Um dos exemplos mais notáveis é Half-Life: Full Life Consequences, que é baseado em uma fan fiction ambientada no universo Half-Life, escrita em 2008 por um usuário chamado Squirrelking.  O usuário do YouTube Djy1991 usou Garry's Mod para animar a fan fiction, usando interpretações literais de alguns dos erros tipográficos e gramática estranha da obra. 

### Incidente daGlue Library
Em junho de 2022, o autor dos populares complementos Garry's Mod "Glue Library", "View Extension", "Action Extension" e "Ambient Occlusion" alterou seu trabalho para exibir imagens de choque, como goatse, e reproduzir sons altos. Os novos arquivos fonte dos addons continham maldições dirigidas a Newman, ao cofundador da Valve, Gabe Newell, e aos moderadores do Steam. De acordo com a PC Gamer, os arquivos pareciam indicar que as mudanças foram uma “brincadeira deliberada” e não devido ao comprometimento dos addons. Outro usuário alterou seus complementos "Trollface Playermodel" para apresentar ao usuário um conjunto diferente de imagens explícitas e insultos reproduzidos em voz alta na voz do personagem de desenho animado Bob Esponja. 

### Conteúdo proibido
O Facepunch Studios coloca na lista negra servidores que são maliciosos, retratam violência sexual ou contêm conteúdo NSFW, mas não marcado como tal. Em abril de 2023, após uma enquete do Twitter com cerca de 50.000 entrevistados, a empresa proibiu adicionalmente a glorificação do nazismo, incluindo a exibição de suásticas e a saudação nazista. 

## Desenvolvimento e lançamento
Garry's Mod foi criado pelo programador de videogame Garry Newman. Ele começou a desenvolver jogos sob o nome de estúdio Facepunch Studios após abandonar a faculdade, na época fora da casa de seus pais.  Ele fez isso como hobby, simultâneo à sua ocupação como programador PHP para um site de namoro. Mais tarde, ele foi demitido quando lançou seu próprio site de namoro.  Enquanto desenvolvia seu primeiro jogo, Facewound, Garry's Mod tornou-se um projeto paralelo dele como um mod para o motor de jogo Source e, principalmente, para o jogo Half-Life 2.  Newman logo encontrou mais prazer em desenvolver o Mod de Garry do que em manter o Facewound, então o desenvolvimento do Facewound foi praticamente interrompido (e colocado em um hiato indefinido em 2004) para que ele se concentrasse no Garry's Mod.  Ele afirmou que, na época, suas habilidades em programação de computadores não eram avançadas o suficiente para criar um jogo completo baseado em Source e ele recorreu ao formato mod.   A primeira iteração do mod, versão 1, foi lançada em 24 de dezembro de 2004.  O feedback inicial foi polarizado, com alguns jogadores criticando o mod por sua semelhança com um mod existente, o JBMod. No entanto, a crescente recepção positiva levou Newman a continuar o desenvolvimento.  Newman não percebeu que o jogo estava ganhando popularidade até criar um fórum online para ele.  Durante 2004 e 2005, Newman lançou várias versões atualizadas do Garry's Mod, adicionando novos recursos e culminando na versão 9.0.4 em 27 de novembro de 2005.  A operação individual de Newman cresceu para uma equipe de várias pessoas para um remake do mod como um jogo independente. 
Valve, os desenvolvedores de Source e Half-Life 2, contataram Newman para sugerir um lançamento comercial e independente do mod através de seu serviço de distribuição digital Steam, que Newman inicialmente rejeitou.  Valve e Facepunch mais tarde fecharam um acordo de publicação em que a Valve lançaria Garry's Mod no Steam ao preço de US$ 10, enquanto as duas empresas dividiriam igualmente os lucros.  A última versão gratuita do Garry's Mod permaneceu disponível para download, rebatizada como demo do jogo de varejo.  O jogo independente foi lançado em 29 de novembro de 2006.  Apesar do jogo não ser mais um mod, Valve e Facepunch mantiveram o nome "Garry's Mod", que Newman mais tarde citou como um erro, afirmando que deveria tê-lo chamado de "Sandbox".  Como Garry's Mod ainda exigia um jogo separado baseado em Source para funcionar corretamente, um pacote incluindo Garry's Mod e Counter-Strike: Source da Valve foi lançado junto.  Uma versão da versão Windows para Mac OS X foi lançada em 23 de setembro de 2010.  Suporte para Kinect, um periférico de rastreamento de movimento de corpo inteiro, foi adicionado à versão Windows em dezembro de 2012.  Quando Garry's Mod foi transferido para o sistema de entrega de conteúdo SteamPipe da Valve, concluído em 5 de junho de 2013, um cliente Linux experimental também foi introduzido. 

## Recepção
A GameSpy nomeou Garry's Mod como o "Mod para PC do ano" em 2005. Craig Pearson da GamesRadar considerou-o um dos melhores mods para jogabilidade cooperativa em 2007.  Em 2017, Brendan Caldwell da Rock Paper Shotgun descreveu o jogo como um "jogo sandbox obrigatório",   enquanto a PCGamesN o incluiu em sua lista de 2019 dos "melhores jogos sandbox para PC".

### Vendas
Garry's Mod vendeu 5.729 cópias em seu primeiro dia,  312.541 em dezembro de 2008,  770.628 em outubro de 2010,  1 milhão até julho de 2011,  1,4 milhões até março de 2012,  3,5 milhões até julho de 2013,  6 milhões até setembro de 2014,  10 milhões até janeiro de 2016,  15 milhões até dezembro de 2019,  18.671.533 até dezembro de 2020, e mais de 20 milhões até setembro de 2021.  Newman estimou que, em 2019, o jogo vendeu cerca de 1,5 milhões de cópias anualmente.  As vendas do jogo geraram receitas de $3 milhões até dezembro de 2008,  $22 milhões até março de 2013,  $30 milhões até fevereiro de 2014,  e US$119,836,074 até dezembro de 2020. O sucesso do jogo permitiu que o Facepunch crescesse ainda mais, eventualmente se ramificando em outros jogos, como Rust.  A partir de 2010, Garry's Mod está regularmente entre os jogos mais jogados no Steam. 

## Sucessor
Newman afirmou em setembro de 2015 que uma sequência de Garry's Mod estava em desenvolvimento inicial, com Newman procurando incluir conteúdo de realidade virtual e escolher um nome diferente de "Garry's Mod 2".  Mais tarde, ele anunciou Sandbox (estilizado como S&box), um jogo sandbox usando Unreal Engine 4, em setembro de 2017 como um potencial sucessor espiritual do Garry's Mod.  Em dezembro de 2019, o desenvolvimento do jogo foi pausado.  Newman retomou o desenvolvimento em março de 2020 e mais tarde mudou-o para o motor Source 2. 